# Sphyraena tome
Sphyraena tome es un pez de la familia de los esfirénidos en el orden de los perciformes.

## Morfología
Pueden alcanzar los 45 cm de largo total.